# Radion Gataullin
Radion Gataullin (rusky Радио́н Гатау́ллин; * 23. listopadu 1965, Taškent, Uzbecká SSR) je bývalý sovětský a později ruský atlet, reprezentant ve skoku o tyči.
V roce 1983 se stal v rakouském Schwechatu juniorským mistrem Evropy. Je dvojnásobným mistrem Evropy, dvojnásobným halovým mistrem světa a dvojnásobným halovým mistrem Evropy. Na světové letní univerziádě v roce 1985 v japonském Kóbe získal zlatou, o dva roky později v Záhřebu stříbrnou medaili.

## Osobní rekordy
Je jedním ze šesti tyčkařů, který překonali šestimetrovou hranici v hale i pod širým nebem. Totéž dokázali v celé historii jen Sergej Bubka, Jeff Hartwig, Maxim Tarasov, Steven Hooker a Renaud Lavillenie.
- hala – 602 cm – 4. února 1989, Homel
- venku – 600 cm – 16. září 1989, Tokio